# Костопіль (станція)
Косто́піль — проміжна залізнична станція Рівненської дирекції Львівської залізниці.
Розташована у м. Костопіль Костопільського району Рівненської області на лінії Рівне — Сарни між станціями Любомирськ (13 км) та Моквин (14 км).

## Історія
Станцію було відкрито 2 (14) серпня 1885 року при відкритті руху на залізниці Рівне — Сарни — Лунинець. З моменту відкриття використовується нинішня назва.
Зупиняються приміські дизель-поїзди та потяг далекого сполучення Могильов — Чернівці.З 2014 року до сьогодні курсують тільки декілька пар приміських поїздів Здолбунів - Сарни - Здолбунів